# کاوازاکی زدزد-آر۱۲۰۰
زدزد-آر۱۲۰۰ (به انگلیسی: ZZ-R1200) یا زدایکس-۱۲سی (به انگلیسی: ZX-12C) یک موتورسیکلت اسپورت است که از سال ۲۰۰۲ تا ۲۰۰۵ توسط کاوازاکی تولید شده‌است.